# Didymella holci
Didymella holci är en svampart som först beskrevs av Tehon, och fick sitt nu gällande namn av Arx 1987. Didymella holci ingår i släktet Didymella, ordningen Pleosporales, klassen Dothideomycetes, divisionen sporsäcksvampar och riket svampar.   Inga underarter finns listade i Catalogue of Life.